# Quenemo
Quenemo es una ciudad situada en el condado de Osage, Kansas, Estados Unidos. Tiene una población estimada, a mediados de 2023, de 287 habitantes.

## Geografía
La localidad está ubicada en las coordenadas 38°34′49″N 95°31′36″O / 38.58028, -95.52667 (38.580223, -95.526614).

## Demografía
Según la estimación 2018-2022 de la Oficina del Censo, los ingresos medios de los hogares de la localidad son de $45,625 y los ingresos medios de las familias son de $48,750. Alrededor del 24.8% de la población está por debajo de la línea de pobreza.